# Barbara Auer
Barbara Auer, född 1 februari 1959 i Konstanz, Baden-Württemberg, är en tysk skådespelerska.

## Utmärkelser
Auer har bland annat vunnit Tyska filmpriset för bästa kvinnliga huvudrollsinnehavare 1993.

## Roller i urval
- 1983 – Die Macht der Gefühle
- 1995 – Nikolaikyrkan (TV-film)
- 2000 – Den inre säkerheten
- 2002 – Tvillingsystrar
- 2007 – Yella
- 2009 – Effi Briest
- 2011–2018 – Polizeiruf 110 (TV-serie) (4 avsnitt)
- 2013 – Boktjuven
- 2018 – Transit